# David Robertson (beisebolista)
David Alan Robertson (9 de abril de 1985, Birmingham, Alabama) é um jogador profissional de beisebol estadunidense da Major League Baseball. Ele foi campeão da World Series de 2009 com o New York Yankees.

## Números da carreira
- Vitórias–Derrotas: 53–33
- Earned Run Average: 2,92
- Strikeouts: 894